# Polycoccum bryonthae
Polycoccum bryonthae är en svampart som tillhör divisionen sporsäcksvampar, och som först beskrevs av Arnold, och fick sitt nu gällande namn av V?zda. Polycoccum bryonthae ingår i släktet Didymocyrtis, och familjen Dacampiaceae. Arten är reproducerande i Sverige.